# Amt Bentheim
Das Amt Bentheim war ein historisches Verwaltungsgebiet des Königreichs Hannover bzw. der preußischen Provinz Hannover. Übergeordnete Verwaltungsebene war die Landdrostei Osnabrück.

## Geschichte
Das Amt wurde am 1. September 1824 als Mediatamt der Grafschaft Bentheim als Standesherrschaft der Fürsten von Bentheim-Steinfurt eingerichtet. Es umfasste die Obergrafschaft Bentheim, also das Gebiet der heutigen Einheitsgemeinde Stadt Bad Bentheim und der heutigen Samtgemeinde Schüttorf sowie den Gemeinden Brandlecht und Hestrup und dem Gutsbezirk Brandlecht. Die Stadt und das Kirchspiel Nordhorn gehörten zum Amt Neuenhaus. Ab 1866 bildete das Amt Bentheim zusammen mit den Ämtern Freren, Lingen und Neuenhaus sowie der amtsfreien Stadt Lingen den (Steuer-)Kreis Lingen. 1885 wurde aus den bisherigen Ämtern Bentheim und Neuenhaus der Kreis Grafschaft Bentheim gebildet.

## Amtmänner
- 1824–1832: Georg Philipp Wedekind
- 1833–1837: vakant
- 1838–1857: Ernst Wilhelm August Benning
- 1857–1884: Friedrich Meyer